# جيمس ماكفادين
جِيمِس مَاكْفَادْيَن (بالإنجليزية: James Macfadyen)‏ كان عالم نبات إسكتلندي، ولد بغلاسكو (إسكتلندا) عام 1800 وتوفي في جامايكا عام 1850. تحصل على شهادة الدكتوراه في الطب بين عامي 1821 و1822. أصبح عضواً في الجمعية اللينينية بلندن في 1838. كان عالم بنات في مستعمرة جامايكا بين عامي 1826 و1828، حيث أنشأ حديقة نباتية. تشمل أعماله كتاب نبيت جامايكا (بالإنجليزية: Flora Jamaica)‏ الذي أصدر الجزء الأول منه عام 1837 وكتاب وصف نبات اللوتس الجاماييكي (بالإنجليزية: Description of Nelumbium jamaicense)‏ عام 1847.